# Árpás
Árpás é um município da Hungria, situado no condado de Győr-Moson-Sopron. Tem 14,26 km² de área e sua população em 2015 foi estimada em 273 habitantes.